# Geoffroy de Loudon
Pour les articles homonymes, voir Saint Geoffroy.
Geoffroy de Loudon ou de Loudun, parfois appelé Geoffroy du Mans, est évêque du Mans au XIIIe siècle, de 1234 à 1255. Il est reconnu saint par l'Église catholique.

## Biographie
Il est originaire probablement de Loudun, seigneur de Trèves et de Vernoil. 
Il est évêque du Mans de 1234 jusqu'à sa mort en 1255. Il est aussi prieur de Saint-Tutuarn à partir de 1148. 
Il suppléa à l’insuffisance des premiers dons et fit bâtir l'église de la chartreuse du Parc-en-Charnie dans laquelle ses restes, visités par de nombreux pèlerins, reposèrent jusqu'à la Révolution française.
Il a été canonisé, sa fête est le 3 août.